# Satam as-Suqami
Satam as-Suqami (arabiska: سطام السقامي, ibland transkriberat som al-Suqami), född 28 juni 1976, död 11 september 2001, anges av FBI vara en av de fem kaparna på American Airlines Flight 11 som flög in i World Trade Centers norra torn. Hans pass uppges ha hittats nedanför world trade center och kom att användas som bevis i utredningen av terrorattackerna.